# Syndicat intercommunal de la périphérie de Paris pour les énergies et les réseaux de communication
 (février 2023).
Le Sipperec (Syndicat intercommunal de la périphérie de Paris pour les énergies et les réseaux de communication) est un syndicat mixte situé dans les départements des Hauts-de-Seine, de Seine-Saint-Denis, du Val-de-Marne, du Val-d'Oise, de l'Essonne et des Yvelines, ainsi que Paris (pour les Bois de Vincennes et de Boulogne).

## Présentation
Le Sipperec, créé en 1924, est un syndicat mixte — malgré son nom évoquant un « syndicat intercommunal » — ouvert qui regroupe 122 collectivités sur un territoire de huit millions d'habitants.
Ce cadre intercommunal vise à permettre aux collectivités territoriales adhérentes de peser collectivement de façon plus importante vis-à-vis des sociétés concessionnaires du service de distribution d'électricité et de télécommunications sur le territoire, que si elles devaient négocier individuellement avec les opérateurs. Ce cadre intercommunal vise également à favoriser un développement solidaire du territoire, à permettre aux habitants et aux entreprises de bénéficier de tarifs plus avantageux pour l'électricité ou les télécommunications. Il vise aussi à faire bénéficier de plus d'expertises et de poids dans le cadre législatif, juridique ou réglementaire de la recomposition des services publics dans le domaine de l'énergie et du numérique. Enfin, cette intercommunalité joue aussi un rôle de contrôle concernant la mise en œuvre de ces services. Ces services d'abord techniques pèsent lourd d'un point de vue économique, la consommation d'électricité dans le secteur résidentiel-tertiaire a été multiplié par 7,5 en France depuis 1970, les télécommunications sont un élément crucial de la société moderne. et remplissent une véritable fonction sociale et sociétale.
Partenaire public des collectivités, les membres du Sipperec se réfèrent à une optique de développement durable. Les actions du syndicat mixte portent aussi sur l'enfouissement des réseaux, la gestion des réseaux numériques, ou le développement des énergies renouvelables (solaire photovoltaïque, géothermie, hydrogène, éolien).
En matière d'électricité : il est l'autorité concédante en matière de distribution et de fourniture d'électricité. La concession du Service public de la distribution électrique, fin 2012 portait sur 15 518 kilomètres de lignes moyennes et basse tension dont 1 034 km de réseau aérien. Il s'agit de la première concession de France en nombre de clients et en consommation (3,4 % de la consommation intérieur d'électricité).
Le Sipperec est chargé de contrôler l'activité d'Enedis et d'EDF : développement et maintien du patrimoine, qualité de l'électricité distribuée, économie de la concession.
Le Sipperec gère aussi l'achat d'électricité et la maîtrise de l'énergie pour 147 collectivités et établissements publics.
Concernant le numérique : le Sipperec est la première collectivité en Île-de-France à avoir conçu et développé une politique d'aménagement numérique, dès 2008, permettant aux collectivités, entreprises, particuliers d'avoir accès au très haut débit. Le syndicat gère 17 contrats de concession de réseaux câblés ou réseaux de fibre optique. Il a constitué un patrimoine public de plus de 600 km de réseaux de fibre optique, 500 000 prises desservies par le câble sans solliciter l'investissement des collectivités. 220 millions ont ainsi été investi par la seule mobilisation des délégataires.
En complément, la centrale d’achat du Sipperec : Sipp’n’co et ses nombreux marchés numériques, constituent une véritable force d’achat pour ses 380 adhérents.
Concernant la production locale d'énergies renouvelables, le Sipperec met son savoir-faire à la disposition des collectivités adhérentes qui souhaitent développer d'autres formes d'énergie pour leurs besoins propres et pour aider leurs concitoyens à maîtriser leurs factures. En matière de solaire et de géothermie, dans le cadre d'une compétence optionnelle à laquelle adhèrent 54 collectivités, dont deux conseils généraux (Essonne et Val-de-Marne, le Sipperec a à son actif 42 centrales photovoltaïques – 37 en fonctionnement et cinq en construction en 2014 – réparties dans 24 communes, et un réseau de chaleur exploité en délégation de service public. À ce titre, il a construit et gère 30 centrales solaires photovoltaïque et vient de lancer une délégation de service public pour un nouveau réseau de chaleur à Arcueil Gentilly. Trois autres projets de géothermie à Bagneux, Grigny et Rosny-sous-Bois vont suivre.

## Historique[9]
La loi du 22 mars 1890 autorise la création des SIVU (syndicats de communes à vocation unique) ; la loi du 15 juin 1906 donne aux communes la responsabilité d'être les autorités concédantes des réseaux de distribution publique d'électricité. En 1924, le Syndicat des communes de la banlieue pour l'électricité (SCBPE) est créé.
À cette époque, le syndicat regroupe soixante communes du département de la Seine et concède la distribution électrique à cinq sociétés organisées en secteurs : les Sociétés Ouest-Lumière, Le Triphasé, Société d'éclairage et de force pour l'électricité, Nord-Est parisien et Est-Lumière.
Après l'adoption de la loi du 8 avril 1946 nationalisant les sociétés de production et de distribution de l'électricité, EDF est devenu concessionnaire unique sur tout le territoire syndical.
En 1951, le SCBPE regroupe 80 communes.
Le traité de concession avec EDF est renouvelé en 1995 avec la mise en place de la convention de partenariat. En 1997, une nouvelle compétence est ajoutée : le numérique.
Le SCBPE change de dénomination en 1997 et devient le Syndicat Intercommunal de la Périphérie de Paris pour les Energies et les Réseaux de Communication : Sipperec.
En 1999, le Sipperec procède à la signature des contrats de concessions des réseaux de vidéocommunications (Plaques Nord et Sud) avec Lyonnaise Communications, futur Noos. Puis de 2000 à 2002, deux contrats supplémentaires de concession sont signés avec Lyonnaise Communications, puis LD Câble (réseau de fibre noire IRISÉ) et des compétences sont ajoutées au syndicat (éclairage public et signalisation lumineuse tricolore).
En 2023, cent vingt-deux collectivités sont adhérentes au syndicat.

## Fonctionnement

### Les élus
Le Comité syndical du Sipperec est composé de conseillers municipaux élus par chaque commune adhérente, à raison d'un titulaire et d'un suppléant par commune, quelle que soit sa taille.
Le comité syndical élit son président et ses vice-présidents, qui forment le bureau du syndicat.
Pour la mandature 2014-2020, il s'agit de :
Président : Jacques J. P. Martin, Maire de Nogent-sur-Marne, et Président de l'Établissement public territorial Paris-Est-Marne et Bois. En septembre 2020, il est réélu Président du Sipperec.

### Liste des présidents[5]
| Identité           | Début de mandat                 | Fin de mandat | Fonction                                              |
| ------------------ | ------------------------------- | ------------- | ----------------------------------------------------- |
| Théodore Tissier   | Mars 1924                       | Juillet 1935  | Maire de Bagneux                                      |
| Antonin Poggioli   | Juillet 1935                    | Août 1944     | Maire du Bourget                                      |
| Waldeck L'Huillier | Avril 1945                      | Janvier 1948  | Maire de Genevilliers                                 |
| Alphonse Le Gallo  | Janvier 1948                    | Février 1965  | Maire de Boulogne-Billancourt                         |
| Pierre Kérautret   | Juin 1965                       | Janvier 1967  | Maire de Romainville                                  |
| Georges Abbachi    | Mars 1967                       | Juin 1983     | Conseiller municipal puis Maire adjoint de Saint-Ouen |
| Louis Pierna       | Juin 1983                       | Juin 1995     | Maire de Stains                                       |
| Jacques Poulet     | Juin 1995                       | Avril 2008    | Maire de Villetaneuse                                 |
| Catherine Peyge    | Avril 2008                      | 2013          | Maire de Bobigny                                      |
| Jacques JP Martin  | Depuis Juin 2014, réelu en 2020 |               | Maire de Nogent-sur-Marne                             |

## Compétences, réalisations et projets
Le Sipperec, autrefois SIVU, est désormais un syndicat mixte « à la carte » qui exerce pour le compte des communes membres les compétences que celles-ci lui ont déléguées, et qu'elles choisissent parmi ses compétences statutaires.

### Compétences
À la compétence initiale, le service public de distribution de l'électricité s'est doté de trois autres compétences :
- le numérique (depuis 1997),
- le développement des énergies renouvelables (depuis 2005),
- la mobilité durable, par le biais de son réseau de bornes de recharge de véhicules électriques La borne bleue, créé en 2019.

Afin de développer la production des énergies renouvelables telles que la géothermie et le photovoltaïque en Île-de-France, le Sipperec a co-fondé plusieurs sociétés :
- La SEM Sipenr[14],
- La SPL SEER[15], sur Fleury-Mérogis, Sainte-Geneviève-des-Bois, Ris-Orangis et Grigny,
- La régie Gényo[16], sur Drancy et Bobigny[17],[18],[19],
- Le réseau UniGéo[20] sur Pantin, Les Lilas, le Pré-Saint-Gervais et Romainville,
- Le réseau GéoSud92[21] sur Fontenay-aux-Roses, Sceaux et Bourg-la-Reine,
- Le réseau GéoMalak[22] sur Malakoff.

Le Sipperec propose également un service d'achats mutualisés, nommé Sipp'n'co. Composé de huit bouquets, il est destiné aux acheteurs publics ayant un siège social localisé en Île-de-France.

### Réalisations
Au titre de sa compétence distribution de l'énergie électrique, le Sipperec fédère 88 communes, par une concession de service public avec EDF au profit de 3,2 millions d'habitants.
Il est propriétaire de :
- 15 029 km de réseaux, dont 8 419 km en basse tension et 6 610 km en moyenne tension,
- 9 227 postes de distribution (interface entre moyenne tension et basse tension),
- 1 684 862 abonnés, qui consomment 15 897 GWh soit une hausse de 0,9[Quand ?][Quoi ?].